# Pinoyscincus abdictus
Pinoyscincus abdictus — вид сцинкоподібних ящірок родини сцинкових (Scincidae). Ендемік Філіппін.

## Підвиди
Виділяють два підвиди:
- Pinoyscincus abdictus abdictus (Brown & Alcala, 1980) — острови Мінданао, Каміґуїн, Бохоль, Самар, Лейте, Дінагат і Сіаргао[en];
- Pinoyscincus abdictus aquilonius (Brown & Alcala, 1980) — острови Лусон (південь), Полілло, Катандуанес, Лубанг і Бабуян[en].

## Поширення і екологія
Pinoyscincus abdictus широко поширені на островах Філіппінського архіпелагу. Вони живуть у первинних і вторинних тропічних лісах, в кокосових гаях і на бананових плантаціях, трапляються серед опалого листя і гнилої деревини в лісовій підстилці, а також поблизу струмків. Представники підвиду P. a. aquilonius віддають перевагу незайманим тропічним лісам і галявинам, на висоті від 100 до 600 м над рівнем моря. Представники підвиду P. a. abdictus частіше трапляються у вторинних лісах та на прилеглих сільськогосподарських територіях, на висоті до 1000 м над рівнем моря.